# Cal Montsec
Cal Montsec és una masia situada al municipi d'Avinyó, a la comarca catalana del Bages. Data del segle xviii.